# Riin Tamm
Riin Tamm (Tartu, 1981. augusztus 12. –) észt genetikusnő, a Tartui Egyetem munkatársa. Már egyetemistaként tanulmányozta a tiopurin-S-metiltranszferáz (TPMT) enzimet.

## Életrajza
Riin Tamm Tartuban született, de a Põlva melletti Peri faluban nőtt fel. Mindkét szülője orvos. 1997–2000 között a tartui Miina Harma líceumba járt. 2001 és 2005 között a Tartui Egyetemen tanulmányozta a molekuláris diagnózist, 2005-től pedig mesterképzésben vett részt, amit 2007-ben sikerrel teljesített. Ezt követően a PhD disszertációját készítette, amelyet Andres Metspalu és Kersti Oselin segített, illetve felügyelt. A disszertáció címe „Human thiopurine methyltransferase pharmacogenetics: genotype-phenotype correlation and haplotype analysis in the Estonian population” (Az ember tiopurin-S-metiltranszferáz (TPMT) enzimje az orvosi genetikában: genotípus-fenotípus összehasonlítás és haplotípus vizsgálat az észt népesség körében). 2011-ben, 25 másik tudós társaságában bekerült abba a csoportba, amelynek azt a feladatot szánták, hogy szerte Észtországban terjessze a tudományt az iskolákban, egyetemeken. 2012-ben megkapta a második helynek járó Estonian National Science Communication díjat a „A tudományt, a sajtót és a tanítást legjobban terjesztő” kategóriában.

## Megjelenései és kiadványai
Rinn Tamm számos tudományos lapba és újságba írt, továbbá számos rádiós és televíziós műsorban is megjelent. Néhány közülük: Postimees újság, 2010. augusztus 28-án a Radio Kuku „Falling Apples” (Kukkuv õun) című adásában, az Eesti Televisioon „Good Vision” című műsorában; ez utóbbiba háromszor is meghívták (2009. október 15., 2011. október 20., 2012. január 17.).
Tamm szerint az orvosok még hagyományos módon gondolkodnak, nem nyitottak a genetikai információk használatára a gyógyításban. 2012 júniusában egy interjúban azt mondta, hogy: „Még sok dolog van azzal, hogy feltérképezzük az ember genetikai felépítését, de már jelentős előrelépés is történt. A genetikai információk segíthetnek abban, hogy megelőzzük a betegségeket, és abban is segíthet, hogy az adott betegségnél a megfelelő orvosságokat használjuk.”

## Tagságok
Tamm az Estonian Society of Human Genetics (Eesti Inimesegeneetika Ühing) tagja. Elnöke volt az Estonian Genome Project által rendezett Scientific Program Committee of the Annual International Gene Forum nevű konferenciának. Emellett tagja az Estonian Association of Gerontology and Geriatrics (Eesti Gerontoloogia ja Geriaatria Assotsiatsioon) szervezetnek is.

## Írásai
Riin Tamm számos genetikai témájú írás szerzője vagy társszerzője. Néhány közülük:
- Milek, M.; Smid, A.; Tamm, R.; Karas Kuzelicki, N.; Metspalu, A.; Mlinaric-Rascan, I. (2012). „Post-translational stabilization of thiopurine S-methyltransferase by S-adenosyl-L-methionine reveals regulation of TPMT*1 and *3C allozymes.”. Biochemical Pharmacology 83 (7), 969–976. o.
- Tamm, R. (2010). „Novel human pathological mutations. Gene symbol: SPAST. Disease: Hereditary spastic paraplegia”. Human Genetics 127 (1), 112. o.
- (2010) „Research on ageing and longevity in Estonia”. Reviews in Clinical Gerontology 20 (2), 154–159. o.
- Kuningas, M.; May, L.; Tamm, R.; van Bodegom, D.; van den Biggelaar, A. H. J.; Meij, J. J.; Frölich, M.; Ziem, J. B.; Suchiman, H. E. D.; Metspalu, A.; Slagboom, P. E.; Westendorp, R. G. J (2009). „Selection for Genetic Variation Inducing Pro-Inflammatory Responses under Adverse Environmental Conditions in a Ghanaian Population”. PLOS ONE 4 (11). DOI:10.1371/journal.pone.0007795.
- Tamm, R.; Oselin, K.; Kallassalu, K.; Magi, R.; Anier, K.; Remm, M.; Metspalu, A. (2008). „Thiopurine S-methyltransferase (TPMT) pharmacogenetics: three new mutations and haplotype analysis in the Estonian population”. Clinical Chemistry and Laboratory Medicine 46 (7), 974–979. o.
- Oselin, K.; Anier, K.; Tamm, R.; Kallassalu, K.; Mäeorg, U. (2006). „Determination of thiopurine S-methyltransferase (TPMT) activity by comparing various normalization factors: Reference values for Estonian population using HPLC-UV assay.”. Journal of Chromatography B Analytical Technologies in the Biomedical and Life Sciences, 77–83. o.

## Fordítás
- Ez a szócikk részben vagy egészben  a   Riin Tamm című angol Wikipédia-szócikk ezen változatának fordításán alapul.  Az eredeti cikk szerkesztőit annak laptörténete sorolja fel. Ez a jelzés csupán a megfogalmazás eredetét és a szerzői jogokat jelzi, nem szolgál a cikkben szereplő információk forrásmegjelöléseként.